# ويليام وود (لاعب كرة قدم)
ويليام وود (بالإنجليزية: William Wood)‏ (5 أبريل 1910 في المملكة المتحدة - ) هو لاعب كرة قدم بريطاني في مركز الظهير. لعب مع نادي بيرنلي ويوفل تاون.